# Mexicano de la Huasteca
El mexicano de la Huasteca (autoglotónimo: mexkatl), náhuatl huasteco o nahua del norte es la variedad de dialectos del idioma náhuatl o mexicano hablada por los nahuas de la Huasteca (región ubicada en el norte de Veracruz, el sureste de San Luis Potosí, el norte del Puebla y el este de Hidalgo) y por los huastecos (como segunda lengua). Es, además, la variante más hablada y más extendida geográficamente.
Es parte de la rama oriental y, dependiendo de la zona, forma parte de las variantes con -t, aunque en muchos textos es frecuente (por influencia del centro) que se escriba con -tl, aspecto que no es cuidado al momento de registrarlo. Además, la región que habla variante -t está rodeada por la -tl.
Según la mayoría de los lingüistas, está dividido en tres variantes: la "central" hablada en el estado de Hidalgo (196,000 hablantes) con código nch, la "oriental" hablada en Veracruz (493,000 hablantes) con código nhe y la "occidental" hablada en San Luis Potosí (400,000 hablantes) con código nhw.
Aunque en general las tres variantes comparten un alto grado de inteligibilidad, la falta de infraestructura adecuada y el rezago económico de la región no permite un desarrollo pleno de la lengua y, a pesar de contar con más de un millón de hablantes, estos viven en cierto aislamiento ligados a las actividades locales, sobre todo las agrícolas.
Debido a la migración en las últimas décadas, se han desarrollado varios asentamientos de comunidades hablantes del mexicano de la Huasteca en otros estados del país, principalmente en Nuevo León y Jalisco. La cantidad de nahuahablantes en ambas entidades se encuentra en crecimiento.

## Historia
Se sabe que los tolteca-chichimecas fueron los únicos neonahuas en llegar a lo que hoy es la Huasteca, acorralando al paleonahua y desarrollando una mezcla de este con el neonahua, razón por la cual las comunidades de hablantes de "variante T" están rodeadas geográficamente por las de "variante TL".
En la época del Virreinato de Nueva España, en el año 1753, Carlos de Tapia Zenteno escribió y publicó el Arte Novíssima de Lengua Mexicana, una gramática en la que reflejó el náhuatl cambiante de la época, mostrando (y comparando con el náhuatl clásico) varios de los aspectos propios de la variante huasteca o "serrana" (como la denomina en su arte), como el uso de los verbos itstok y eltok que, por ser únicos de esta variante, pasaron desapercibidos en gramáticas anteriores.
A pesar de ser una zona frecuentemente referenciada y visitada por investigadores, son pocos los estudios completos que la analizan, en su mayoría se han elaborado estudios breves. Pionero en la región de Hidalgo fue el personal del Instituto Lingüístico de Verano (SIL) desde los años setenta creando materiales, en los años ochenta continúa el interés dialectológico, pero es hasta el presente siglo cuando la variante se vuelve más accesible.
En 1983, Alonso López Mar, Hermenegildo Martínez y Delfino Hernández, todos maestros nahuas de la Huasteca, escribieron gramáticas de mexicano en cuatro volúmenes cuyo título es Nauatlajtolmelaualistli ("La forma correcta de la lengua náhuatl"). La edición de la SEP realizó un tiraje de más de 25 mil ejemplares, dando un gran paso en el florecer actual del idioma. Ese mismo año, Delfino Hernández recibió el primer premio en el Concurso de Cuento Náhuatl con el relato Xochitlahtoleh.
En el año 1985, Natalio Hernández, también conocido por su seudónimo José Antonio Xokoyotsij, es un intelectual y poeta nahua de la Huasteca que fundó la Asociación de los Escritores en Lenguas Indígenas (AELI), entre otras instituciones. Escribió varias obras, entre estas, quizá la más importante es el libro de poesía náhuatl titulado Xochikoskatl. Asimismo, publicó en varias revistas, como, por ejemplo, Estudios de Cultura Náhuatl.
A partir de finales de los noventa, la norteamericana Stephanie Wood promueve en la Universidad de Oregón el Wired Humanities Proyects, de donde se desprende la creación del Diccionario Náhuatl trilingüe, en el cual colaboran hablantes nativos de la huasteca veracruzana, haciendo accesible por internet el primer diccionario explicado en la propia lengua náhuatl.
A partir del 2007 un maestro normalista y hablante nativo, don José Nicanor García, desarrolla una serie de materiales didácticos a la vez que promueve la estandarización moderna de la escritura de este idioma, crea el portal Hablemosnahuatl.com, el cual promueve en las redes sociales por medio de frases motivacionales y de superación en su lengua materna, siendo un excelente motor de difusión del náhuat de Tamazunchale, S.L.P.
Otro investigador de la California State University, John García, ha creado el "Canal Nahuatl" en Youtube para promoción de la lengua por medio de una serie de vídeos básicos para aprender el huasteco central.
En 2016 fue publicado el primer diccionario monolingüe de náhuatl huasteco por el Instituto de Docencia e Investigación Etnológica de Zacatecas (IDIEZ), una asociación civil fundada en el año 2002 con sede en Zacatecas que promueve la revitalización, la investigación y la enseñanza del idioma náhuatl, en conjunto con la Universidad de Varsovia. El diccionario, titulado Tlahtolxitlauhcayotl, contiene 10 500 entradas, y fue realizado por John Joseph Sullivan en coautoría con hablantes nativos del idioma mexicano.

## Descripción lingüística

### Fonología
La siguiente descripción es del Náhuatl Huasteco Oriental.
|         | Anterior | Posterior |
| ------- | -------- | --------- |
| Cerrada | i, iː    | o, oː     |
| Media   | e, eː    | o, oː     |
| Abierta | a, aː    | a, aː     |

En la variante huasteca se emplean las siguientes consonantes, aquí escritas según el Alfabeto fonético internacional:
|                     | Bilabial | Alveolar | Post alveolar | Palatal | Velar | Labiovelar | Glotal |
| ------------------- | -------- | -------- | ------------- | ------- | ----- | ---------- | ------ |
| Nasal               | m        | n        |               |         |       |            |        |
| Oclusiva            | p        | t        |               |         | k     | kʷ         | ʔ      |
| Fricativa           |          | s        | ʃ             |         |       |            |        |
| Africada            |          | t͡s       | t͡ʃ            |         |       |            |        |
| Africada lateral    |          | t͡ɬ       |               |         |       |            |        |
| Aproximante lateral |          | l        |               |         |       |            |        |
| Semiconsonante      |          |          |               | j       |       | w          |        |

## Demografía
El mexicano de la Huasteca es hablado en los siguientes municipios de los estados de Hidalgo, Veracruz y San Luis Potosí, el número es la cantidad de hablantes en cada municipio:
Hidalgo (121,818)
- Huejutla Reyes (56,377)
- Huautla (18,444)
- Yahualica (14,584)
- Xochiatipan (12,990)
- Atlapexco (12,445)
- Jaltocan (6,978)

Veracruz (98,162)
- Chicontepec (41,678)
- Ixhuatlán de Madero (21,682)
- Benito Juárez (11,793)
- Ilamantlan (9,689)
- Ixcatepec (6,949)
- Zontecomatlán (6,371)
- Platón Sánchez

San Luis Potosí (108,471)
- Tamazunchale (35,773)
- Axtla de Terrazas (17,401)
- Xilitla (16,646)
- Matlapa (16,286)
- Coxcatlan (12,300)
- Chalchicuautla (10,065)

## Literatura
Tomamos como ejemplo de la lengua parte de un diálogo de un curso de 1976:
Titakwatih / Vamos a comer
- ¿Timayana? / ¿tiene usted hambre?
- Kena, nimayana. / Sí, tengo hambre.
- Ximosewi, nitakwa. ¿Taya tikneki tikkwas? / Siéntese a comer ¿Qué quiere usted de comer?
- Ten ya onkah. Kwalli et ika taxkalli. / Lo que haya. Está bien frijoles y tortillas.
- ¿Taya tikis ta? / ¿Qué va a tomar?
- Nikneki se tsopelat. / Quiero un refresco.
- Nikan eltok motakwalis. / Aquí está su comida.
- Taskamati. Techmaka achi istat. / Gracias. Deme un poco de sal.
- Kwaltitok, xitakwa, nikan eltok taxkalli / Está bien, coma, aquí hay tortillas
- Taskamati. / Gracias.
- ¿Mitspaktia? / ¿Le gusta?
- Kena nechpaktia miyak. / Sí, me gusta mucho.
- ¿Ya tiixwik? / ¿Quedó satisfecho?
- Nikneki achi mas. / Quiero un poco más.
- Xitakwa kwalli astah tiixwis kwalli. / Coma bien; hasta que quede satisfecho.
- Ya niixwik kwalli. Taskamati. / Ya estoy satisfecho. Gracias.
- Amo tenon. / De nada.[17]